# Ischnopteris obfuscata
Ischnopteris obfuscata là một loài bướm đêm trong họ Geometridae.